# Rutilia formosa
Rutilia formosa är en tvåvingeart som beskrevs av Jean-Baptiste Robineau-Desvoidy 1830. Rutilia formosa ingår i släktet Rutilia och familjen parasitflugor. Inga underarter finns listade i Catalogue of Life.